# 석남동 (인천)
석남동(石南洞)은 대한민국 인천광역시 서구에 위치한 법정동이다. 주거지역과 준공업지역으로 구성된 복합지역이며, 중소기업 및 소규모 제조공장이 밀집한 공업지역이 전체면적의 85％를 점유하고 있다.

## 개요
원래 부평군 모월곶면 고잔리, 가정리, 신현리였으나, 1940년에 인천부에 편입되면서 석남리는 촌상정으로, 가정리는 천대전정으로, 신현리는 현무정으로 되었으며, 1977년 석남, 가정, 신현동 일부가 통합되어 석남동이 되었다. 이 고장은 “봉우재”, “번지지”, “가정”, “고잔”, 웃우물”등이 있다. 특히 이곳은 우리나라 최초의 경인 고속도로가 개통되면서 급격히 발전 새로운 도시로 변모하고 있으며, 지금은 석남1, 2, 3동의 행정동으로 이루어져 있다.

## 연혁
- 1940년 4월 1일 인천부 편입 촌상정이라 불림
- 1946년 1월 1일 석남동으로 개칭
- 1985년 11월 15일 북구 석남동에서 석남1/2동으로 분동
- 1988년 1월 1일 인천직할시 서구 석남1동으로 개칭
- 1992년 9월 5일 인천직할시 서구 석남1/3동으로 분동
- 1995년 1월 1일 인천광역시 서구 석남1동으로 개칭

## 아파트
| 단지명              | 건설사     | 시행사                                            | 주소                                        | 입주        | 비고                  |
| ------------------- | ---------- | ------------------------------------------------- | ------------------------------------------- | ----------- | --------------------- |
| 석남 금호어울림     | 금호산업   | 리치월드컨설팅㈜ 석남주공1단지 재건축정비사업조합 | 서구 가정로223번길 28 서구 가정로223번길 27 | 2007년 11월 | 석남주공 1단지 재건축 |
| 석남 우림필유       | 우림건설㈜ |                                                   | 서구 염곡로 198                             | 2006년 9월  | 유연연립 재건축       |
| 서인천 월드메르디앙 | 월드건설㈜ | 석남주공2단지 재건축조합                          |                                             | 2006년 7월  | 석남주공 2단지 재건축 |
| 석남 경남아너스빌   | 경남기업   | 새인천 재건축조합                                 | 서구 염곡로 172                             | 2006년 11월 |                       |

## 교육

### 1동
- 신석초등학교

### 2동
- 석남서초등학교

### 3동
- 석남초등학교
- 가좌여자중학교
- 천마초등학교
- 인천보건고등학교
- 석남중학교

## 사건
- 2020년 1월 2일 : 새벽 3시 30분을 전후하여 아파트에서 화재가 발생, 일가족 2명이 숨지고 1명의 부상자가 발생됨.